# 室屋光一郎
室屋 光一郎（むろや こういちろう、1980年11月4日 - ）は、日本の男性ヴァイオリニスト。大阪府出身。

## 経歴
東京芸術大学音楽学部附属音楽高等学校、東京芸術大学音楽学部器楽科卒業。
チェロの向井航とCrustacea（クラスタシア）というユニットを組んで活動している。澤野弘之、茅原実里、MISIA、aiko、平井堅、平原綾香、ポルノグラフィティ、水樹奈々、Mr.Childrenなど多数のアーティストのスタジオ・レコーディングおよびライブサポートなどを手がける。H・アール・カオスの「ドリー」、笠松泰洋の「エレクトラ」、PARCO劇場の「兵士の物語」「GOOD」などに出演。
大先生室屋ストリングス主宰。近年では、大先生室屋名義で、コンサートや楽曲収録に参加することも多い。
2005年にはクラスタシア・ストリングスとして、SOPHIAの10周年ツアー「10th ANNIVERSARY 2005 a piece of blue sky〜遥かなる宝島〜」に出演。また、テレビアニメ『金色のコルダ〜primo passo〜』に登場する月森蓮・王崎信武のヴァイオリン演奏の吹替を担当した。
2019年11月9日に開催された天皇陛下御即位をお祝いする国民祭典では、嵐が歌唱した奉祝曲 組曲『Ray of Water』第三楽章「Journey to Harmony」のコンサートマスターを務めた。

## 活動
新居昭乃のライブ「水の神殿」 に真部裕、室屋光一郎、藤堂昌彦、多井智紀からなるセレブ弦楽四重奏団として参加。茅原のサポートバンド「CMB」には、2009年2月7日から開催された『Minori Chihara Live Tour 2009 〜Parade〜』から参加している。NANA MIZUKI LIVE GRACE -ORCHESTRA-とNANA MIZUKI LIVE CASTLEでそれぞれ東京ニューシティ管弦楽団のコンサートマスターと「奈々王宮ストリングス隊」のマスターおよびバックバンド「cherry boys」にムッシュとして参加。

## 人物
2009年に結婚し、子供もいる。しかし、約6年間ほど仕事仲間である声優・歌手の茅原実里と不倫関係である時期があり、2020年5月12日発売の写真週刊誌『FLASH』にてこのことが報じられた。同誌から取材に対して室屋は事実であると認めており、2016年以降は親密な関係ではない友人関係であると回答している。その後、2020年8月1日に行われた茅原のオンラインライブで、茅原から今後は室屋との活動を行わないことが明らかにされた。なお、室屋自身は活動自粛などを行わず茅原だけが自粛という形になった。

## カバーアルバム
| 発売日         | タイトル                                             | 備考                     |
| -------------- | ---------------------------------------------------- | ------------------------ |
| 2010年4月7日   | Unification 〜Melody from Minori Chihara〜           | 茅原実里のカバーアルバム |
| 2011年2月23日  | Unification2 Melody from Minori Chihara〜nostalgia〜 | 茅原実里のカバーアルバム |
| 2012年12月26日 | Unification3 Melody feat Minori Chihara              | 茅原実里のカバーアルバム |

## 演奏参加作品
| 2007年 - 茅原実里「純白サンクチュアリィ」 - 純白サンクチュアリィ - Ceui「mellow melody」 - 敏感な風景 - 茅原実里「君がくれたあの日」 - 君がくれたあの日 - Last Arden - 茅原実里『Contact』 - Contact - 詩人の旅 - mezzo forte | 2008年 - 茅原実里「Melty tale storage」 - Melty tale storage - 茅原実里「雨上がりの花よ咲け」 - 雨上がりの花よ咲け - Say you? - 影山ヒロノブ『Super Survivor』 - 銀河の星屑 - Revo & 梶浦由記「Dream Port」 - sand dream - 水樹奈々「Trickster」 - Trinity Cross - 茅原実里「Paradise Lost」 - 勇気の鼓動 - 茅原実里『Parade』 - そのとき僕は髪飾りを買う | 2009年 - モーニング娘。『プラチナ 9 DISC』 - 雨の降らない星では愛せないだろう? - eufonius「phosphorus」 - phosphorus - 茅原実里「Tomorrow's chance」 - Tomorrow's chance - Sunshine flower - 水樹奈々『ULTIMATE DIAMOND』 - MARIA & JOKER - 沈黙の果実 - 飛蘭「mind as Judgment」 - mind as Judgement - Ceui「センティフォリア」 - センティフォリア - モーニング娘。「気まぐれプリンセス」 - 気まぐれプリンセス - 茅原実里「PRECIOUS ONE」 - PRECIOUS ONE - animand〜agitato - ステラステージ |

| 2010年 - 水樹奈々「Silent Bible」 - UNCHAIN∞WORLD - 茅原実里『Sing All Love』 - Final Moratorium - Love Medicine* - サクラピアス - Falling heaven's now - Flame - sing for you - 茅原実里「優しい忘却」 - 優しい忘却 - 優しい忘却 -sincerity- - モーニング娘。『⑩ MY ME』 - 元気ピカッピカッ! - あの日に戻りたい - 中川翔子「RAY OF LIGHT」 - diamond high - 飛蘭「SERIOUS-AGE」 - SERIOUS-AGE - 茅原実里「Freedom Dreamer」 - Freedom Dreamer - 夏色華日 - Ceui「Last Inferno」 - Last Inferno - 水樹奈々『IMPACT EXCITER』 - TIME TO IMPACT EXCITER - NEXT ARCADIA - 恋の抑止力 -type EXCITER- | 2011年 - 飛蘭「終末のフラクタル」 - 終末のフラクタル - 茅原実里「Defection」 - Defection - raison pour la saison - 茅原実里「KEY FOR LIFE」 - ひとりにひとつの永遠 - 堀江由衣「PRESENTER」 - Endless Star - 飛蘭「灯-TOMOSHIBI-」 - 素晴らしい世界へ - 喜多村英梨「Be Starters!」 - Be Starters! - 「うたの☆プリンスさまっ♪ マジLOVE1000% アイドルソング 来栖翔」 - 男気全開Go! Fight!! - KOTOKO『ヒラく宇宙ポケット』 - 開け!ソラノオト - 茅原実里「TERMINATED」 - TERMINATED - 巡り逢い 〜かけがえのないもの〜 - HYPER NEW WORLD - 水樹奈々『THE MUSEUM II』 - ROMANCERS' NEO - 松田聖子「特別な恋人」 - 声だけ聞かせて | 2012年 - 水樹奈々「Synchrogazer」 - Synchrogazer - 理想論 - eufonius「プリズム・サイン」 - プリズム・サイン - 梶裕貴「sense of wonder」 - sense of wonder - 茅原実里『D-Formation』 - 暁月夜（あかつきづくよ） - 夢のmirage - 茅原実里「Celestial Diva」 - Celestial Diva - IDENTITY - 飛蘭「WHITE justice」 - WHITE justice - 水樹奈々「TIME SPACE EP」 - METRO BAROQUE - ONE - 茅原実里「ZONE//ALONE」 - ZONE//ALONE - 灼熱PARADISE - Forever Memories - 喜多村英梨「Happy Girl」 - Happy Girl - 喜多村英梨『RE;STORY』 - re;story - alive - 水樹奈々「BRIGHT STREAM」 - BRIGHT STREAM - Sacred Force - 花澤香菜「happy endings」 - happy endings - 茅原実里「SELF PRODUCER」 - SELF PRODUCER - Secret Season 〜桜色の恋人〜 - ひとひらの願い - 喜多村英梨「Destiny」 - Destiny |

| 2013年 - 喜多村英梨「Miracle Gliders」 - Over 〜夜空の約束〜 - Aimer『RE:I AM EP』 - RE:I AM - 飛蘭『PRISM』 - RED decision - 茅原実里「この世界は僕らを待っていた」 - この世界は僕らを待っていた - CRADLE OVER - 逢いに行きたい - 桂ヒナギク starring 伊藤静「春ULALA♥LOVEよ来い!!!」 - 春ULALA♥LOVEよ来い!!! - STAR☆ANIS「ダイヤモンドハッピー／ヒラリ/ヒトリ/キラリ」 - ヒラリ/ヒトリ/キラリ - STAR☆ANIS『Fourth Party!』 - Moonlight destiny - 上坂すみれ「七つの海よりキミの海」 - 七つの海よりキミの海 - Oratorio The World God Only Knows「God only knows -Secrets of the Goddess-」 - God only knows -Secrets of the Goddess- - 水樹奈々「Vitalization」 - Vitalization - 愛の星 - 荻上千佳（山本希望）・吉武莉華（上坂すみれ）・矢島美怜（内山夕実）・波戸賢二郎（加隈亜衣）「アオくユレている」 - アオくユレている - ハレルヤ ハレルヒ - KOTOKO & 佐藤ひろ美「回帰新星 -recruit nova-/夏風ノスタルジア」 - 夏風ノスタルジア - 茅原実里「境界の彼方」 - 境界の彼方 - 茅原実里『NEO FANTASIA』 - The immortal kingdom - TREASURE WORLD - 真白き城の物語 - Lonely Doll - NEO FANTASIA - Neverending Dream - 田﨑あさひ「サクラ時計/雨夜の月」 - 雨夜の月 | 2014年 - fhána「divine intervention」 - divine intervention - 茅原実里「FOOL THE WORLD」 - FOOL THE WORLD - 儚くも愛しき世界の中で - 堀江由衣「The♡World's♡End」 - The♡World's♡End - 半永久的に愛してよ♡ - 水樹奈々『SUPERNAL LIBERTY』 - VIRGIN CODE - アンティークナハトムジーク - Vitalization -Aufwachen Form- - セツナキャパシティー - Million Ways=One Destination - fhána「いつかの、いくつかのきみとのせかい」 - いつかの、いくつかのきみとのせかい - 飛蘭「東京ゼロハーツ」 - 東京ゼロハーツ - 鹿島乃亜（茅原実里）「Borderless Journey」 - Borderless Journey - SawanoHiroyuki[nZk]「A/Z｜aLIEz」 - [nZk] - 佐藤聡美「Le jour」 - Le jour - 讃州中学勇者部「ホシトハナ」 - ホシトハナ - fhána「星屑のインターリュード」 - 星屑のインターリュード | 2015年 - 堀江由衣『ワールドエンドの庭』 - ミステリー… - Girl Friend - Garden - 水樹奈々「エデン」 - 終末のラブソング - 新田恵海「探求Dreaming」 - 探求Dreaming - ミルキィホームズ『Treasure Disc』 - いい日TD - ジュ・ジュテーム・コミュニケーション - ゆいかおり「Ring Ring Rainbow!!」 - Ring Ring Rainbow!! - 小倉唯「Honey♥Come!!」 - Honey♥Come!! - 小鳥遊宗太（福山潤）・佐野潤（小野大輔）・相馬博臣（神谷浩史）「まつ毛にLOCK」 - まつ毛にLOCK - Aice5「Be with you」 - Be with you - イヤホンズ「光の先へ」 - 光の先へ - 坂本真綾『FOLLOW ME UP』 - アルコ - 三森すずこ「Light for Knight」 - fhána「コメットルシファー 〜The Seed and the Sower〜」 - コメットルシファー 〜The Seed and the Sower〜 - 堀江由衣「アシンメトリー」 - 星空に願いを - Petit Rabbit's「ノーポイッ!」 - ノーポイッ! - May'n「夜明けのロゴス」 - 夜明けのロゴス |

| 2016年 - MICHI「Checkmate!?」 - Checkmate!? - ∞Infinity - KAN『6×9=53』 - Listen to the Music 〜Deco☆Version〜 - 胸の谷間 - 安息 - 桜ナイトフィーバー 〜Album Version〜 - L.I.N.K.s「Link with U」 - Link with U - 三森すずこ『Toyful Basket』 - My First Lesson - ワルキューレ『Walküre Trap!』 - 愛・おぼえていますか - 小倉唯「Future Strike」 - Future Strike - 水瀬いのり「Starry Wish」 - 夏の約束 | 2017年 - 三森すずこ「サキワフハナ」 - サキワフハナ - 田所あずさ「DEAREST DROP」 - DEAREST DROP - 水樹奈々「TESTAMENT」 - ACROSS - 林明日香「オラシオンのテーマ 〜共に歩こう〜」 - オラシオンのテーマ 〜共に歩こう〜 - 近衛刀太（高倉有加）・時坂九郎丸（広瀬ゆうき）・桜雨キリヱ（茅野愛衣）・夏凜（小倉唯）・結城忍（原田彩楓）・雪広みぞれ（鬼頭明里）「ハッピー☆マテリアル」 - ハッピー☆マテリアル - 讃州中学勇者部「ハナコトバ/勇者たちのララバイ」 - ハナコトバ - 勇者たちのララバイ - このはな綺譚『春ウララ、君ト咲キ誇ル』 - 春ウララ、君ト咲キ誇ル | 2018年 - Mr.Children「here comes my love」 - here comes my love - 茅原実里「みちしるべ」 - みちしるべ - TRUE「Sincerely」 - Sincerely - fhána「わたしのための物語 〜My Uncompleted Story〜」 - Wake Up, Girls!「スキノスキル」 - スキノスキル - 七色の景色 - 水瀬いのり『BLUE COMPASS』 - Million Futures - BLUE COMPASS - 茅原実里「Remained dream/Hopeful "SOUL"」 - Remained dream - Hopeful "SOUL" - Sacrifice for Dear - 三森すずこ『tone.』 - 海と空のヒミツ - スタァライト九九組『Fly Me to the Star』 - ロマンティッククルージン - 渕上舞『リベラシオン』 - Good morning! Hello? Good bye. - TRUE「Another colony」 - Another colony |

| 2019年 - 田所あずさ「リトルソルジャー」 - リトルソルジャー - 水瀬いのり『Catch the Rainbow!』 - ココロはMerry-Go-Round - スフィア『10s』 - パルタージュ - Study - セイシュンゼミナール - Faylan『mind as ROCK!』 - BLAZBLUE 〜蒼光-ヒカリ-の向こうへ〜 - mind as ROCK! - 安野希世乃 「おかえり。」 - 夏色花火 - 田所あずさ 「RIVALS」 - RIVALS - Run Girls, Run!「Share the light」 - アサシンズプライド - 異人たちの時間 - lesson L | 2020年 - 西川貴教+ASCA「天秤-Libra-」 - 雪ノ下雪乃（早見沙織）「ダイヤモンドの純度~Yukino Ballade~」 - ReoNa「ANIMA」 - 上田麗奈「リテラチュア」 - 虹ヶ咲学園スクールアイドル同好会「NEO SKY, NEO MAP!」 | 2021年 - 栗林みな実 「残酷な夢と眠れ」 - 深い蒼の森 - ウマ娘 プリティーダービー - ユメヲカケル！ - 木漏れ日のエール - ささやかな祈り - GIRLS' LEGEND U - はじまりのSignal - 涙ひかって明日になれ！ - 結城アイラ「Blessing」 - Liella! - 始まりは君の空 - Dancing Heart La-Pa-Pa-Pa! - START!! True dreams - 未来は風のように - 未来予報ハレルヤ! - Tiny Stars - Wish Song - Starlight Prologue - Primary - Memories - Shooting Voice!! - ReoNa「ないない」 - ないない - まっさら - 転生したらスライムだった件 転スラ日記 - おやすみオレンジ - Vivy -Fluorite Eye's Song- - Sing My Pleasure - Happiness - Ensemble for Polaris - Galaxy Anthem - Fluorite Eye's Song - スタァライト九九組 - Dream of You - ARCANA PROJECT - たゆたえ、七色 - とめどない潮騒に僕たちは何を歌うだろうか - Mia REGINA - 月海の揺り籠 - 讃州中学勇者部 - アシタノハナタチ - 地平線の向こうへ - 相沢梨紗 - 新月のダ・カーポ - Rhodanthe* - Cheers - Thank You for Your Smile - 鈴木みのり - サイハテ - 鈴木愛奈「Belle révolte」 - Endless Pain |

| 2022年 - AiRBLUE - スタートライン - ウマ娘 プリティーダービー - transforming - BLOW my GALE - 笑顔の宝物 -Beyond The Future!- - ぽかぽかイオン - 僕の宝物 - Aqours - なんどだって約束! - RPG不動産 - Make Up Life! - 坂本真綾 - 菫 - 鈴木雅之 feat. すぅ - GIRI GIRI - 鈴木愛理 - ハートはお手上げ - ReoNa「シャル・ウィ・ダンス？」 - シャル・ウィ・ダンス？ - ネリヤカナヤ 〜美ら奄美〜 | 2023年 - 有安杏果 - 夢の途中 - 鈴木雅之 feat. 高城れに - Love is Show - 椎名真昼（CV.石見舞菜香） - ギフト | 2024年 - るりのとゆかいなつづりたち - Colorfulness - 緋八マナ - パッチワーク・ヒーロー |